# António Manuel Ximenes
António Manuel Ximenes (* 23. August 1983; † 30. Dezember 2016 in Osttimor), Spitzname Maulay, war ein osttimoresischer Fußballspieler.

## Karriere
Von 2004 bis 2008 spielte Maulay im Mittelfeld der osttimoresischen Fußballnationalmannschaft. Mit ihr nahm er unter anderem am Tiger Cup 2004, den Jogos da Lusofonia 2006 und der Qualifikation zur Fußball-Südostasienmeisterschaft 2007 teil. Bei letzterem gelang ihm am 16. November 2006 im Spiel gegen Laos ein Tor in der 82. Minute, der Endstand war 3:2 für Laos.
Unter anderem spielte Maulay bei den osttimoresischen Vereinen FC Café und Zebra Baucau Clube Futebol.